# 中野円佳
中野 円佳（なかの まどか、1984年 - ）は、東京大学多様性包摂共創センター DEI共創推進戦略室准教授。
厚労省「働き方の未来2035懇談会」、経産省「競争戦略としてのダイバーシティ経営の在り方に関する検討会」「雇用関係によらない働き方に関する研究会」、各委員を務める。

## 来歴
東京大学教育学部を卒業後、日本経済新聞社に入社して大企業の財務や経営、厚生労働政策を取材した。
立命館大学大学院先端総合学術研究科で修士を修得する。
東京大学大学院, 教育学研究科博士後期課程（単位取得満期退学・学位未取得）  
2015年4月からフリージャーナリストとして活動していた。

## 著書
『「育休世代」のジレンマ～女性活用はなぜ失敗するのか？』、『上司の「いじり」が許せない』、『なぜ共働きも専業もしんどいのか～主婦がいないと回らない構造』、を著す。